# Mario Bandirali
Mario Siro Bandirali (San Grato, 3 giugno 1921 – Abbiategrasso, 5 ottobre 1993) è stato un calciatore italiano, di ruolo attaccante.

## Carriera
Ha disputato 9 incontri dell'anomalo campionato 1945-1946 con la maglia del Milan. Ha inoltre militato in Serie A con la Juventus, senza giocare nessuna gara, e in Serie B nelle file di Fanfulla e Seregno. Ha preso parte al Torneo Benefico Lombardo (1945) con il Como, vincitore del torneo, disputando 14 partite.

## Palmarès

### Club

#### Competizioni nazionali
- Serie C: 1

Fanfulla: 1948-1949